# 小林和夫
小林 和夫（こばやし かずお、1933年2月19日 - 2024年8月15日）は、日本の牧師、神学校教師。東京聖書学院名誉院長。
東京聖書学院院長兼教授、東京聖書学院教会牧師、アジア神学大学院日本校、牧会学博士課程主任教授。

## 経歴
山梨県都留市生まれ。1952年、東京聖書学院に入学する。同期に村上宣道がいる。卒業後、東京聖書学院の教師になる。
1959年、アメリカに留学する。1961年、アズサ大学を卒業する。1964年、三一国際大学大学院を修了して神学修士号を取得する。北部神科大学院大学にて専門神学修士を取得し、アズサ太平洋大学よりドクター・オブ・ローズを受ける。
1965年7月、車田秋次が病に倒れたことを聞いて、村上宣道の勧めで帰国をする。帰国後、東京聖書学院で教鞭を取り、東京聖書学院教会を開拓伝道する。1976年より、東京聖書学院院長に就任。2003年、東京聖書学院院長を退任、名誉院長になる。

## 著書
- 『新聖書注解・旧約3』「詩篇」（いのちのことば社）
- 『キリスト教の確かさ』（ホーリネス教団）
- 『福音の輝き』（ホーリネス教団）
- 『満ち足れる祝福』（ホーリネス教団）
- 『栄光の富　キリスト教教理説教Ⅰ〜Ⅳ』（ホーリネス教団）
- 『論集「聖化論の研究」』（ホーリネス教団）
- 『詩篇随想』（ヨベル）
- 小林和夫著作集全10巻刊行予定